# Adityapur
Adityapur is een notified area in het district Saraikela Kharsawan van de Indiase staat Jharkhand. 

## Demografie
Volgens de Indiase volkstelling van 2001 wonen er 119.221 mensen in Adityapur, waarvan 54% mannelijk en 46% vrouwelijk is. De plaats heeft een alfabetiseringsgraad van 67%. 